# Jüdische Friedhöfe in Schöningen
Es sind drei Jüdische Friedhöfe in der niedersächsischen Stadt Schöningen im Landkreis Helmstedt dokumentiert.

## Jüdischer Friedhof An der Schützenbahn
Der Friedhof An der Schützenbahn wurde von 1795 bis 1862 belegt. Im Jahr 1862 wurde er geschlossen, er lag inzwischen in unmittelbarer Nachbarschaft von Wohngebieten, und 1892 wurde er beseitigt. Es sind keine Grabsteine erhalten.

## Jüdischer Friedhof Elmstraße
Der Friedhof an der Elmstraße am Rand des städtischen Friedhofs wurde von 1862 bis 1925 belegt. Im Jahr 1920 und während der NS-Zeit kam es zu Grabschändungen, 1940 wurde der Friedhof eingeebnet. Auf dem ca. 200 m² großen Gelände, das seit 1952 von der Stadt gepflegt wird und sich seit 1959 im Besitz des Landesverbandes der Jüdischen Gemeinden von Niedersachsen befindet, sind keine Grabsteine erhalten.

## Jüdischer Friedhof Müller-Mühlenbein-Straße
Der Friedhof an der Müller-Mühlenbein-Straße auf dem neuen städtischen Friedhof wurde im Jahr 1933 belegt. Auf dem 300 m² großen Begräbnisplatz, der seit 1952 von der Stadt gepflegt wird und sich seit 1960 im Besitz des 
Landesverbandes befindet, sind vier Grabsteine und ein Gedenkstein vorhanden.